# الأجوف (رواية)
الأجوف (بالإنجليزية: The Hollow) رواية تحقيق من الأدب البوليسي من تأليف الكاتبة البريطانية أجاثا كريستي، نشرت لأول مرة في الولايات المتحدة من قبل شركة دود وميد عام 1946 وفي المملكة المتّحدة من قبل نادي كولنز للجرائم في نوفمبر من نفس. وقد بيعت الطبعة الأمريكية بمبلغ 2.50 دولار، وبيعت طبعة المملكة المتحدة بمبلغ 8 شلنات و6 بنسات (8/6).
هذه الرواية نموذج عن «لغز إحدى المنازل الريفية» وكانت أولى رواياتها بعد مُضي أربع سنوات لاختيار المحقق البلجيكي هيركويل بوارو بطلًا للرواية، وتُعتبر هذه من أطول الفجوات في السلسلة كاملةً. كانت كريستي، التي كثيرًا ما صرّحت بأنها لا تحب بوارو (حقيقة قدمتها بمحاكاة ساخرة لشخصيتها عبر الظهور المتكرر للشخصية الروائية أريادني أوليفر) الذي تكره بشكل خاص مظهره في هذه الرواية. وصوله المتأخر المزعج بالنظر إلى الجو السائد، دفع كريستي إلى التصريح في سيرتها الذاتية بأنها دمرت الرواية من خلال إدخال بوارو. أخذت مسيرة أجاثا كريستي الناجحة بعين الاعتبار استخدام منازلها الثمانية المملوكة كأماكن لرواياتها في ركوب التيار، ومبنى الرجل الميت، وخمسة خنازير صغيرة، وجيب مليء بالحبوب، والبيت الأعوج .غير أن موقع رواية الأجوف استُلهم من منزل فرانسيس إل. سوليفان. كان فرانسيس لوفتس سوليفان ممثلًا إنجليزيًا سينيمائيًا ومسرحيًا لعب دور هيركويل بوارو في مسرحيتي القهوة السوداء (1930) وخطر في البيت الأخير(1932)، ولعب أيضًا دور البطولة في مسرحية شاهدة الادعاء (1953) الذي فاز عن أدائه بجائزة توني عام 1955. قام الاديب عمر عبد العزيز أمين بترجمة الرواية تحت عنوان «القصر الرهيب» ونشرت من دار ميوزيك للطبع والنشر. وتحمل الرواية الرقم (72) ضمن السلسلة.

## نبذة قصيرة
قوبل بوارو بترحاب كبير لدى وصوله لحفل العشاء بمنزل لوسي أنجكتيل الريفي فكان هناك رجل مستلق يحتضر بجوار حمام السباحة وقطرات دمائه تسيل مختلطة بمياه الحمام وكانت زوجته واقفة بجواره ممسكة بمسدس وفي أثناء التحقيق بدَأ بوارو يكتشف أنه تحت الأسطح المهندمة تكمن الكثير من الأسرار العائلية المعقدة ويصبح الجميع محلا للشك

## الشخصيات
- هيركويل بوارو: محقق بلجيكي شهير.
- المفتش غرانج: ضابط التحقيق.
- الرقيب كلارك: رجل شرطة في القضية.
- الطبيب جون كريستو: طبيب في شارع هارلي ستريت. متحمس لعمله، ومكرس نفسه لإيجاد علاج «داء ريدجواي»، الذي يشابه سببيات مرض التصلب المتعدد تشابهًا ملحوظًا. واثق من نفسه وجذاب وذو كاريزما كبيرة.
- غيردا كريستو: زوجة جون. بسيطة وغبية نسبيًا. تقلق حيالَ كلّ شيء. ترى جون كشخص مثالي وتلوم نفسها على مشاكلها، حتى لو كان هو على خطأ. كانت مصدر إلهام لمنحوتة نحتتها هنريتا باسم «العابدة» التي تُوصف بأنها مخيفة كونها بدون وجه.
- السير هنري أنغاتيل: مالك المنزل. متزوج من قريبته البعيدة، لوسي أنغاتيل.
- إدوارد أنغاتيل: قريب بعيد لهنري ووريث شرعي بالإنابة لمنزل العائلة المحبوب، إينزويك . شخص ذو جاذبية لكن تطغى عليه شخصية كريستو المهيمنة. متعلق بالماضي مكرس نفسه لهنريتا منذ سنوات عديدة. يحتقر نفسه ويعتقد أنه ليس ذا نفع.
- لوسي، السيدة أنغاتيل: زوجة هنري، يخفي قناعها الاجتماعي الكاريزماتي جانبًا مظلمًا من شخصيتها تلمحه عائلتها في بعض الأحيان.
- ميدج هاردكاسل: قريبة لوسي الصغيرة. تقرب عائلة أنغاتيل بصورة بعيدة وترفض المعونة المالية منهم، وتعمل في محل للخياطة.
- ديفيد أنغاتيل: طالب محب للكتب والاطّلاع، منطوي اجتماعيًا ولديه أفكار «حديثة» حول الطبقة العاملة. يحاول أن يظهر بمظهر المتفوق العارف.
- هنريتا سافرنيك: نحّاتة وقريبة السير هنري ولوسي وميدج ودييفد. تعرف دومًا اختيار الكلمات الصحيحة التي تبعث الراحة لدى المرء، ولو على حساب الحقيقة في بعض الأحيان. فنّها هو جوهر كيانها الذي يتعارض في بعض الأحيان مع سمتها الأساسية الثانية.
- فيرونيكا كراي: ممثلة. جميلة للغاية ومغرورة بشكل غير طبيعي. كانت تريد من كريستو أن يتخلى عن كل شيء ليتبعها إلى هوليود، لكنه رفضها؛ لم تحتمل هذا الأمر. ومع ذلك، بقي كريستو منجذبًا إليها، وأشير ضمنًا لقضائه معها علاقة غرامية لليلة واحدة، ما أثار غيرة غيردا.
- غادجن: رئيس الخدم.
- دوريس: خادمة المنزل.
- بيريل كولينز: سكرتيرة جون.
- السيدة كرابتري: مريضة الطبيب جون وضحية لداء ريدجواي.
- تيرنس: ابن جون وغيردا ذو الإثني عشر عامًا؛ حاد الإدراك ويقظ وتحليلي وفضولي ومنعزل.
- زينا: ابنة جون وغيردا البالغة من العمر تسع سنوات.